# Antipatentbewegung
Die Antipatentbewegung war eine geistige Strömung in der zweiten Hälfte des 19. Jahrhunderts, die sich gegen den Patentschutz aussprach und dessen Abschaffung forderte.

## Protagonisten
Vertreter der Antipatentbewegung waren der damalige Leiter der „Technischen Deputation“ im preußischen Handelsministerium, Rudolph von Delbrück, später Leiter des Reichskanzleramts und entschiedener Verfechter des Freihandels. Auch Otto von Bismarck befürwortete 1868 die Abschaffung des Patentschutzes. In der Freihandelsbewegung traten als Gegner des Patentschutzes John Prince-Smith, der Journalist Julius Faucher, der Abgeordnete Karl Braun und der Redakteur Otto Michaelis hervor.

## Geschichte
Gegen eine Vereinheitlichung des Patentsystems im damaligen Deutschen Bund sprachen sich sowohl die Freihandelsbewegung als auch die preußische Ministerialbürokratie aus. 1863 sprachen auf eine Umfrage des preußischen Handelsministers Heinrich Friedrich von Itzenplitz 31 preußische Handelskammern gegen den Erfindungsschutz und nur 16 dafür aus; die Bewegung erreichte ihren Höhepunkt im Kongress deutscher Volkswirte 1863 in Dresden im September 1867. Ein Gutachten der Leipziger Handelskammer aus dem Jahr 1869 sah „die einzig richtige Lösung der Patentfrage in der gänzlichen Aufhebung der Patentgesetze“. Die Bewegung war zunächst in den Niederlanden und der Schweiz erfolgreich. 1868 unternahm Minister von Itzenplitz gestützt auf die Verfassung des Norddeutschen Bunds den Versuch, das Patentwesen bundesweit abzuschaffen; Otto von Bismarck brachte eine entsprechende Vorlage am 15. Dezember 1868 im Bundesrat ein. Karl Viktor Böhmert veröffentlichte 1869 einen Beitrag, in dem er schrieb: „Die Patente sind reif zum Fallen und werden mehr und mehr als faule Frucht am Baume der menschlichen Kultur erkannt.“ Die Entwicklung in anderen Staaten bewies jedoch das Gegenteil, gerade wegen des fehlenden Erfinderschutzes gingen die Erfinder nach England und Amerika.
Im Deutschen Reich sah die Reichsverfassung von 1871 in ihrem Artikel 4 Nummer 5 die Gesetzgebung des Reichs über die Erfindungspatente vor. Jedoch beantragte die preußische Regierung noch 1872 beim Bundesrat die Abschaffung des Erfinderschutzes, weil dieser volkswirtschaftlich nachteilig und der Gewerbefreiheit widersprechend angesehen wurde. Der Verein Deutscher Ingenieure (VDI) legte 1872 den Entwurf eines Patentgesetzes vor, fördernd wirkte auch der anlässlich der Weltausstellung 1873 durchgeführte internationale Patentkongress in Wien 1873. Auf Drängen des VDI und des Patentschutzvereins (Werner von Siemens hatte schon 1863 im Namen des Ältestencollegiums der Berliner Kaufmannschaft ein positives Gutachten erstellt) ging die Regierung an die Vorbereitung eines Entwurfs. Die Entscheidung zugunsten des Patentschutzes brachte im Deutschen Reich der Erlass des Patentgesetzes im Jahr 1877 (nach dem Rücktritt Delbrücks, dessen Nachfolger Karl von Jacobi, der spätere erste Präsident des Kaiserlichen Patentamts, als Patentfreund galt).